# سايلاب
سايلاب (بالإنجليزية: Scilab)‏ هو برنامج مفتوح المصدر، عبر منصة الحزمة الحسابية العددية وعلى لغة برمجة عالية المستوى، لغة البرمجة الموجهة عدديا. ويمكن استخدامه لمعالجة الإشارات، والتحليل الإحصائي، وتعزيز الصور، ومحاكاة السوائل الديناميكية، والتحسين العددي، والنمذجة والمحاكاة من الأنظمة الديناميكية الصريحة والضمنية.